# Simone Spinola
Simone Spinola (né en 1497 à Gênes et mort le 3 octobre 1569 dans la même ville) est un doge de Gênes du 15 octobre 1567 au 3 octobre 1569.

## Biographie
Simone Spinola qui est né à Gênes vers 1497 est un membre de la noble famille Spinola de la branche des « Luccoli » et adhère à la noblesse vecchia (vieille) par opposition à la nuova (nouvelle).
Simone Spinola est un marchand habile, exerçant à Anvers et dans les Flandres où il fait fortune tout en continuant à garder des rapports économiques et politiques avec Gênes où il se rend régulièrement.
Parmi les postes occupés figure celui de console deputato ai sequestri (consul député aux saisies)  (« delle Caleghe »).
En 1566, le sénat de Gênes le nomme ambassadeur au Saint-Siège auprès de la cour du pape Pie V, toujours en continuant ses affaires dans les Flandres où il se rend régulièrement.
En 1567 il retourne à Gênes et le 15 octobre de la même année il est élu par le grand conseil doge de la république de Gênes : le 21e de la « réforme biennale » et le 66e de l'histoire républicaine.
Parmi les faits marquants de son mandat et inscrits dans les annales figure la pacification des rapports entre la république de Gênes et sa colonie Corse.
Le doge Simone Spinola est mort subitement à Gênes le 3 octobre 1569 avant la fin de son mandat et a été enterré dans le muselée de la chapelle de Sainte Catherine de Sienne, à l'intérieur de la disparue église San Domenico démolie en 1826.

## Source da traduction
- (it) Cet article est partiellement ou en totalité issu de l’article de Wikipédia en italien intitulé « Simone Spinola » (voir la liste des auteurs).